# Mario Chiari
Mario Chiari (* 14. Juli 1909 in Florenz; † 10. April 1989 in Rom) war ein italienischer Szenenbildner und Filmregisseur.

## Leben
Chiari begann 1936 beim Experimentaltheater Dei Gufi in seiner Heimatstadt. Ein knappes Jahrzehnt später begann er seine Zusammenarbeit mit Luchino Visconti; andere Partner waren Giorgio Strehler, Elio Pandolfi und Vittorio Gassman. 1940 hatte er beim Film als Regieassistent und gelegentlicher Schauspieler begonnen, ab 1945 war er für zahlreiche Filme als Ausstatter und Kostümbildner tätig, womit er sich als einer der bekanntesten seiner Zunft in der italienischen Filmgeschichte profilierte. In seiner Filmografie finden sich Klassiker wie La carozza d'oro und Le notti bianche, Miracolo a Milano und La bibbia.
Immer wieder hat Chiari, beginnend 1953, auch Regie geführt; es entstanden so acht Filme, darunter auch Arbeiten für das Fernsehen.
Für seine Arbeit bei Doctor Dolittle war er für einen Oscar nominiert.

## Filmografie (Auswahl)

### Ausstatter / Filmarchitekt
- 1947: Fabiola
- 1952: Die goldene Karosse (La carrozza d‘oro)
- 1959: Jovanka und die anderen (Jovanka e le altre / Five Branded Women)
- 1967: Doktor Dolittle
- 1976: King Kong

### Regisseur
- 1954: Amori di mezzo secolo (eine Episode)
- 1988: Fade out (auch Drehbuch)

### Darsteller
- 1951: Bellissima